# Dave Matthews
Dave Matthews (Eg. David John Matthews), född 9 januari 1967 i Johannesburg, Sydafrika, är en Sydafrikansk gitarrist, sångare och låtskrivare och mest känd som en av grundarna av Dave Matthews Band.